# Neoitamus meridionalis
Neoitamus meridionalis là một loài ruồi trong họ Asilidae. Neoitamus meridionalis được Hutton miêu tả năm 1901. Loài này phân bố ở miền Australasia.